# Dipturus johannisdavisi
Dipturus johannisdavisi är en rockeart som först beskrevs av Alcock 1899.  Dipturus johannisdavisi ingår i släktet Dipturus och familjen egentliga rockor. IUCN kategoriserar arten globalt som otillräckligt studerad. Inga underarter finns listade i Catalogue of Life.